# Bóng ma Brocken (hiện tượng quang học)

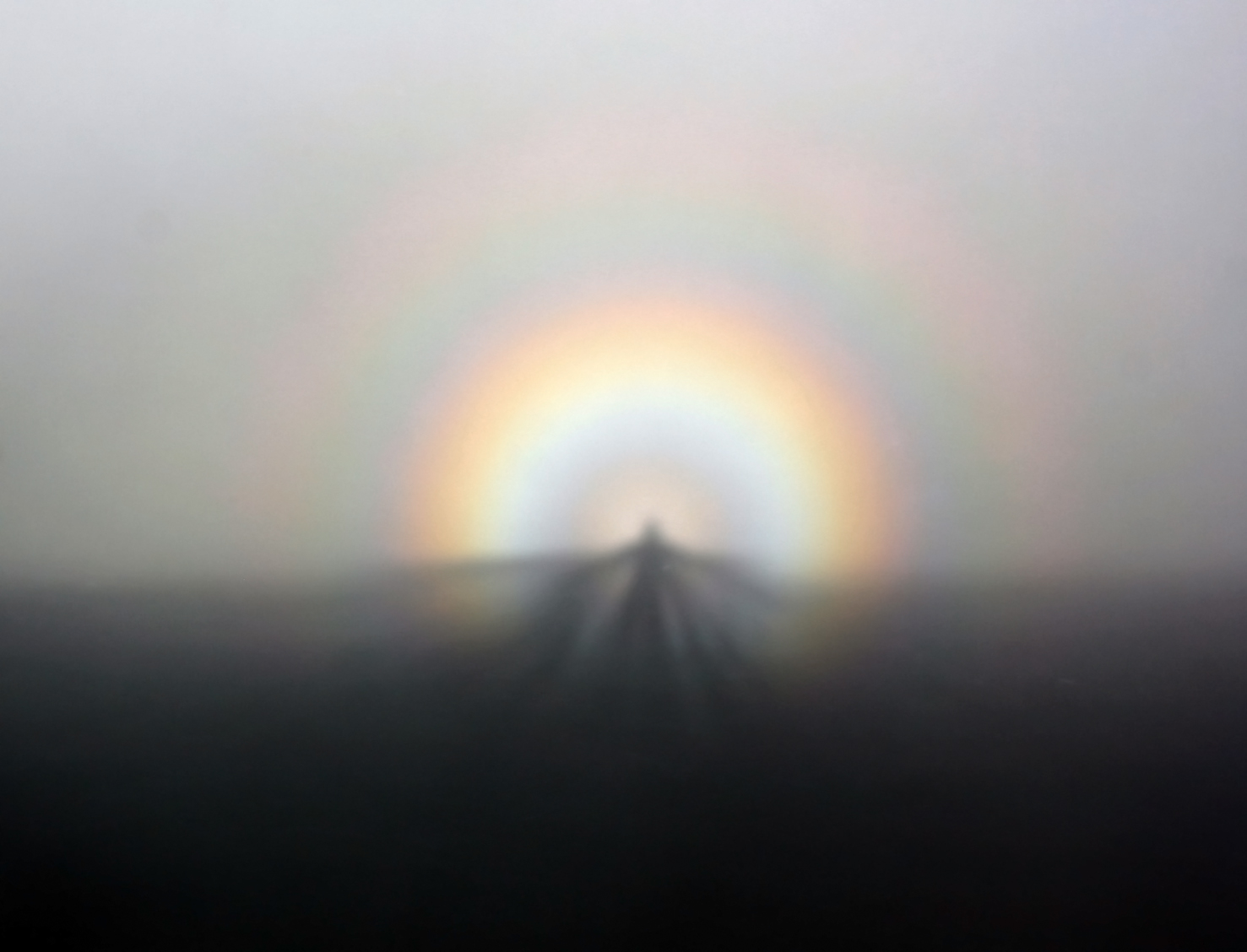
Một bóng ma Brocken với một vầng glory bao quanh.

Bóng ma Brocken (tiếng Đức: Brockengespenst), còn gọi là cung Brocken hoặc bóng ma núi, là hiện tượng bóng của người quan sát bị phóng to đến kích thước khổng lồ và đổ bóng lên một đám mây có mật độ phù hợp ở hướng đối diện với Mặt Trời. Chiếc bóng thường có vẻ đồ sộ bởi bóng của người quan sát chiếu lên những giọt nước ở nhiều khoảng cách khác nhau so với mắt, làm rối loạn nhận thức về độ sâu. Đầu của "bóng ma" thường được bao quanh bởi các vòng ánh sáng màu tương tự như các quầng sáng tạo thành một vầng hào quang (glory) nhiều màu sắc- đây là kết quả của sự nhiễu xạ ánh sáng, và nó trông giống như trường hợp cầu vồng khi ánh sáng mặt trời chiếu xuyên qua những giọt nước nhỏ li ti trong không khí, chúng xuất hiện ngược với hướng của Mặt Trời khi các giọt nước nhỏ có kích thước đồng đều trong các đám mây khúc xạ và tán xạ ngược lại với ánh sáng mặt trời. "Bóng ma" luôn có hình tam giác do tầm nhìn, đồng thời có thể di chuyển khá đột ngột do chuyển động của lớp mây.
Hiện tượng này có thể xuất hiện trên bất kỳ sườn núi mù sương hoặc trên các bờ mây dày, và thậm chí còn có thể thấy ngay cả khi nhìn từ máy bay, nhưng đặc biệt là tại đỉnh núi Brocken - đỉnh cao nhất trong dãy Harz thuộc nước Đức nơi sương mù thường xuyên và có thể tiếp cận tới những độ cao thấp đã khiến nó trở thành một huyền thoại dân gian, gây sợ hãi cho những người leo núi suốt nhiều thế kỷ, từ đó hiện tượng này có được tên gọi hiện tại. Bóng ma Brocken đã được nhà khoa học Johann Silberschlag quan sát và mô tả lần đầu tiên vào năm 1780, và từ đó nó đã được ghi lại thường xuyên trong các tài liệu về khu vực này.

## Sự xuất hiện

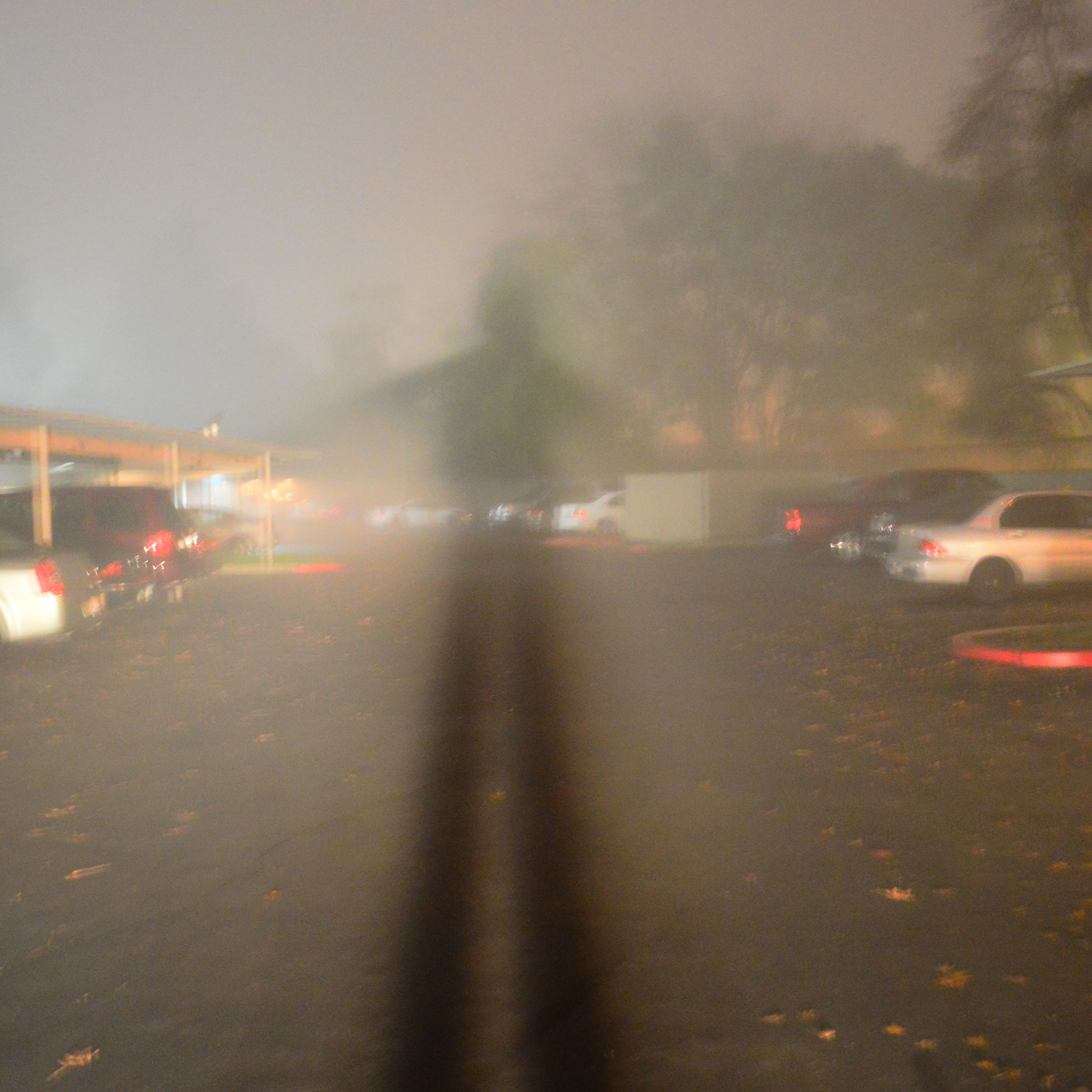
Một bóng ma Brocken bán nhân tạo do người quan sát đứng trước đèn pha của một chiếc xe ô tô, trong một đêm đầy sương mù.

Những "bóng ma" xuất hiện khi có Mặt Trời chiếu sáng từ phía sau một người quan sát, đang nhìn từ một sườn núi hoặc đỉnh núi xuống một đám sương mù (fog) hoặc đám mù nhẹ (mist). Ánh sáng phía sau chiếu bóng của họ lên màn sương, trông chúng thường có dạng hình tam giác do hiệu ứng phối cảnh. Sự phóng đại trông thấy của kích thước của cái bóng thực ra là một dạng ảo ảnh quang học xảy ra khi người quan sát ước chừng sai rằng các đám mây tương đối gần mà bóng của họ chiếu lên đang ở cùng một khoảng cách đối với các vật thể ở xa mà họ nhìn thấy qua các khoảng trống trên các đám mây; hoặc là khi có không có một điểm tham chiếu ở gần đó để đánh giá kích thước của nó. Cái bóng cũng được đổ lên những giọt nước với những khoảng cách khác nhau đối với mắt người quan sát, gây ra sự nhầm lẫn trong khả năng nhận thức về chiều sâu. Bóng ma đôi khi còn có thể trông như đang di chuyển (đôi khi rất đột ngột) và đó là do các sự chuyển động của các tầng mây và do sự thay đổi mật độ trong đám mây.

## Trong văn hóa đại chúng và nghệ thuật

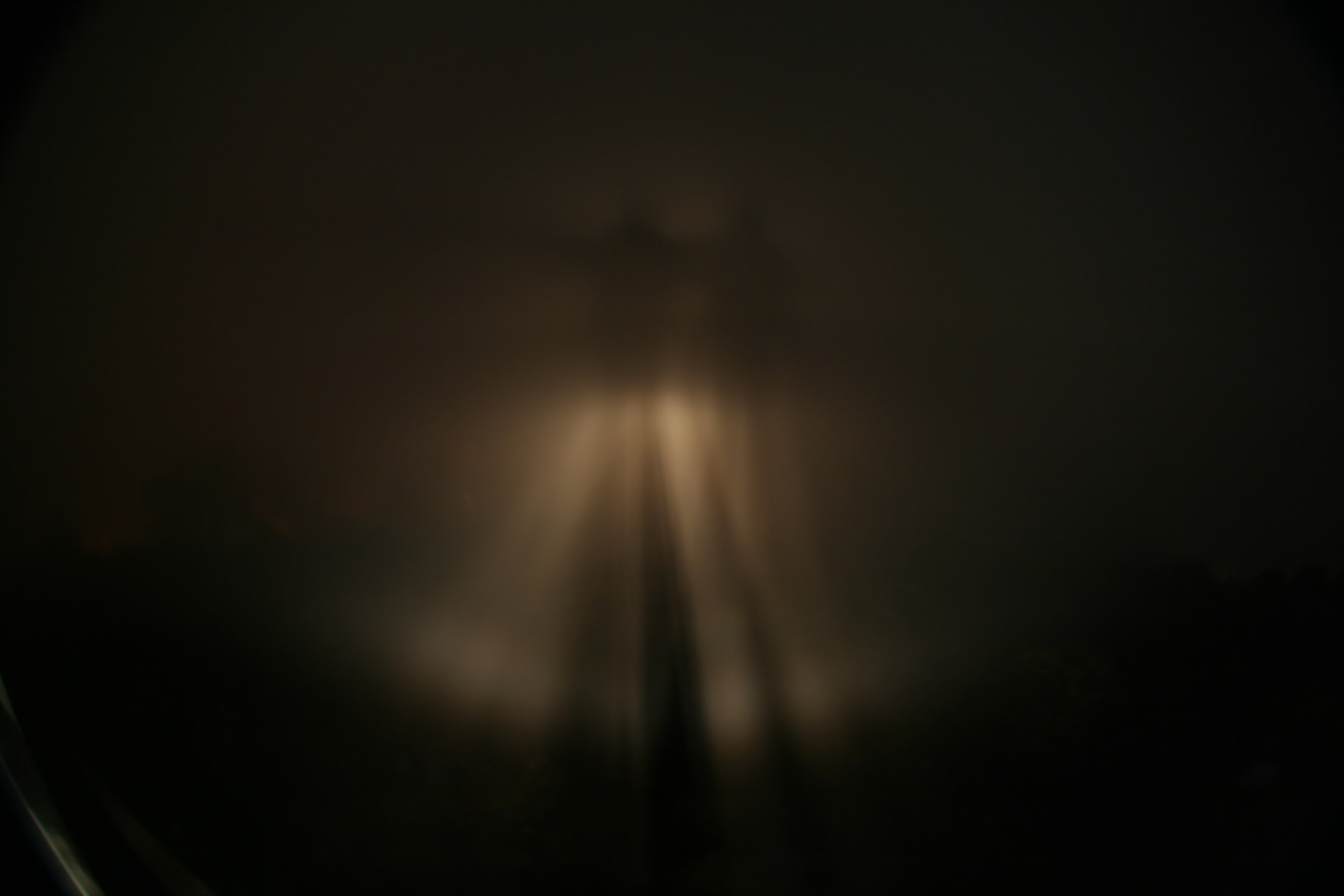
Một bóng ma Brocken khác trong đêm được tạo ra bởi ánh sáng cao của một chiếc xe hơi.

Bài thơ "Constancy to a Object Object" của Samuel Taylor Coleridge kết thúc bằng một hình ảnh của bóng ma Brocken: 
And art thou nothing? Such thou art, as when

The woodman winding westward up the glen

At wintry dawn, where o'er the sheep-track's maze

The viewless snow-mist weaves a glist'ning haze,

Sees full before him, gliding without tread,

An image with a glory round its head;

The enamoured rustic worships its fair hues,

Nor knows he makes the shadow he pursues!
 Bài thơ "Phantasmagoria" của Lewis Carroll bao gồm một dòng về bóng ma Brocken "... tried the Brocken business first/but caught a sort of chill/so came to England to be nursed/and here it took the form of thirst/which he complains of still."